# Ginecónomo
Los ginecónomos eran magistrados que en la antigua Atenas cuidaban del recato de las mujeres, estando autorizados para castigar a las que observaban mala conducta. 
La vigilancia llegó a extenderse hasta la decencia en el vestir imponiéndose castigos a las mujeres que se presentaban mal peinadas o compuestas.